# Luis Fernández (actor)
Luis Eduardo Fernández Oliva (Caracas; 14 de marzo de 1967) es un reconocido actor, escritor, productor, director y  arquitecto venezolano, famoso por sus múltiples interpretaciones para la televisión latinoamericana, en el mundo del cine, por la película Miranda, como escritor, por la trilogía de libros Sexo Sentido y en teatro por su monólogo "No eres tú, soy yo".

## Biografía

### Inicios
Luis Fernández, nace el 14 de marzo de 1967, en Caracas, Venezuela. Inicialmente no pensó en la actuación como profesión futura, siendo de hecho su orientación profesional hacia la arquitectura, viendo más que todo un "hobby" en la actuación. 
A la edad de 17 años, el futuro actor,  inició sus estudios de Arquitectura en la Universidad Simón Bolívar, luego culminó la carrera en Harvard, en la "Graduate School of Design". Irónicamente, a pesar de haber obtenido el título de Arquitecto, Luis Fernández no llegó a ejercer esta profesión como tal, siendo aquel "hobby" que veía en la actuación, lo que se convertiría en su verdadera profesión.
Paralelamente al inicio de su carrera universitaria, Luis Fernández comenzó su preparación en el Teatro al incursionar en un taller dictado en la misma Universidad; además, formó parte del alumnado del grupo Theja y también estudió en el Ateneo. Así fue como comenzó la carrera del talentoso actor.

## Carrera

### Teatro y cine
Como la gran mayoría de los más grandes actores de Venezuela, Luis Fernández comenzó su carrera artística sobre las tablas. Realizó múltiples obras teatrales, destacando entre ellas"El Pez que Fuma", "El príncipe constante", "Cyrano de Bergerac" y "Don Juan Tenorio", entre muchas otras, siendo considerada su trayectoria en este medio, como una de las más amplias y exitosas.
Sin embargo, en una impresionante excepción a la regla en Venezuela, Luis Fernández se introdujo primero en el mundo del cine, antes que la televisión. Realizó su primera aparición en el mundo cinematográfico en la película Un sueño en el abismo, sólo para posteriormente alzarse en otras múltiples producciones durante la década de los 90's, siendo El secuestro, Desnudo con Naranjas, El Valle, así como Borrón y cuenta nueva, las más relevantes de todas las producciones.

### Televisión
Aun, cuando su comienzo en el cine y el teatro, marcó el desarrollo de una amplia carrera en ambos medios, Luis Fernández logró también ingresar al mundo de la televisión, dando sus primeros pasos en la productora independiente Marte TV (1991), donde tuvo la oportunidad de realizar tanto papeles secundarios como protagónicos. Su primera producción dramática fue "La Loba Herida", en la que fungió como contrafigura junto a los actores principales, Carlos Montilla y Mariela Alcalá. Al año siguiente, Luis Fernández protagonizó "El Paseo de la Gracia de Dios" junto a Nohely Arteaga, y luego, en 1994, fue seleccionado nuevamente como protagonista, pues estelarizó el dramático "Cruz de Nadie".
En el año 1996, nuestro actor se destacó como figura principal de "Llovizna", producción en la que hizo pareja con la actriz Scarlet Ortiz y donde personificó a "Orinoco Fuego", un joven empleado de una gran siderúrgica que se enamoraba de la protagonista, quien venía siendo, sin saberlo, la hija del dueño de dicha industria y poderoso magnate de la población. 

## Internacionalización
Ya para el momento, Luis Fernández, había cosechado variedad de éxitos en su país natal, motivo por el cual decidió viajar a Los Ángeles, donde vivió durante varios años, destacándose en la Televisión, el Cine y el Teatro. Entre los trabajos más impresionantes y exitosos que realizó se encuentran "Ghost Stories", serie de TV Los Ángeles C.A., "Don Juan Tenorio", versión teatral de dicha historia presentada en el Teatro Los Ángeles C.A. "Triunfo y Fama" (programa de entrevistas) y "El Secuestro" (película argentina), que obtuvo gran éxito y aclamación por parte de la crítica.

## Trabajo como Escritor
Luis Fernández, se introdujo en un nuevo mundo, al publicar en 2004 el libro La cruenta venganza del hombre que todos querían ser, una novela dramática que obtuvo un considerable éxito, sin embargo fue con su libro, Sexo Sentido, un libro en el que el expone su visión respecto a la realidad del pensamiento tanto del género masculino como femenino, respecto a la interrelación de las parejas,  la obra que lo consagraría. El libro se convirtió en un best-seller en Venezuela y en toda Latinoamérica y abrió la puerta a que se publicaran dos libros más del tema, Sexo Sentido II, mis primeras quinientas, Sexo Sentido III, No eres tú soy yo y la creación y publicación de la Agenda Sexo Sentido (The Sex Sense Calendar). Además es columnista recurrente del diario venezolano El Nacional.

## Actualidad
Actualmente, Luis Fernández se dedica de lleno a la producción de la mayoría de sus proyectos, en los cuales actúa en algunos casos. Su principal proyecto, viene siendo el famoso monólogo No eres tú, soy yo, que ha tenido un éxito extraordinario. Embarcándose en una gira que ha recorrido decenas de países y ha logrado realizar más de 600 presentaciones, siendo el segundo monólogo más exitoso de toda Latinoamérica, siendo sólo superado por El aplauso va por dentro, el monólogo realizado por su esposa Mimí Lazo.

## Vida personal
Precisamente, en la obra teatral "El Pez que Fuma" (1994), el actor conoció en persona a la mujer que hoy es su esposa: la actriz Mimí Lazo. Ella, personificaba a una diva, mientras que él hacía el papel de un chulo.
Debido al éxito de dicha pieza, en una de las típicas entrevistas que suelen hacer los periodistas, la actriz señaló que jamás se involucraría amorosamente con un chico joven, tal vez haciendo alusión a Luis Fernández, pues en aquella época existía el rumor de que ambos se entendían sentimentalmente. Hoy vemos que no fue así. Por su parte, para Luis Fernández, dicho comentario representó un reto: "conquistar a aquella mujer que aseguraba ser inalcanzable para alguien tan joven"... Y así lo hizo, quien no sólo atrapó su atención, sino que logró legalizar la relación. 

### Director
- Blue Sky, Short Film. Developed at the New York Film Academy. (2007) Also writer and producer. Official Selection at the Cartagena International Film Festival 2008.

### Actuación
- Samland. Juan P reyes. USA. 2020
- El Viaje.  Andrew H. USA. 2019.
- Humanperson. Dir Frank Spano. Venezuela-panama- Ecuador. 2018
- Tamara, dir. Elia Schneider, Venezuela, 2016
- Espejos, dir. César Manzano, Venezuela, 2011-2012
- Reverón, dir. Diego Risquez, Venezuela, 2011
- Hora Menos, dir. Frank Spano, Venezuela-España, 2011
- Francisco de Miranda,  dir. Diego Risquez, Venezuela, 2006
- El Trato, dir. Francisco Norden, Colombia, 2004
- El Valle (Caracas Love onto Death),  dir. Gustavo Balza, Venezuela. 1998.
- Borrón y Cuenta Nueva, dir. Henrique Lazo, Venezuela. 2000.
- El Secuestro, dir. Eduardo Bradley, Argentina. 1997.
- Desnudo con Naranjas, dir. Luis Alberto Lamata, Venezuela. 1996.
- Un Sueño en el Abismo, dir. Oscar Lucien, Venezuela 1991.

## Televisión
- Chataing TV, Entretenimiento. 2012, como suplente de Luis Chataing, debido a que él se había ido a España para una presentación.

### Actuación
- Dinastía (USA, TV series) Alejandro Silva (2017-2018) televisión
- La doble vida de Estela Carrillo, telenovela, Televisa (México), 2017
- Tamara, 2016,.[3][4]
- Dr. G y las mujeres, Drama/Comedia. 2006-2007, como escritor, coproductor y protagonista
- Natalia de 8 a 9, película para televisión, RCTV, 2004
- Negra consentida, telenovela, RCTV
- La Cuaima, telenovela, RCTV
- Luna negra, Drama/Serie, Televisión Española TVE1, 2003
- Ghost Stories, Episodic/Suspense series. All American Television, Los Ángeles, 1999
- A calzón quita'o, telenovela, 2001
- Hay amores que matan, telenovela, 2000
- Calypso, telenovela, 1999
- Mujer secreta, telenovela, 1999
- Llovizna, telenovela, 1997
- Cruz de nadie, telenovela, 1994
- El Paseo de la Gracia de Dios, telenovela, 1993
- La loba herida, telenovela, Marte TV- Telecinco, 1992
- Divina obsesión, telenovela, Marte TV- Telecinco, 1992

## Teatro

### Director/Productor
- Despertar de primavera, 2012.[5]
- Todo sobre Bette. 2014.[6]
- Chicago
- High (Alto), Caracas, 2012.[7]
- Wild in Wichita, Nueva York, 2011.
- A 2.50 la Cubalibre, Caracas, 2009-2012.
- Golpes a mi puerta, Caracas, 2007-2008. Bogotá, 2008.
- Selection at the Bogota’s International Theater Festival, 2008.
- Opening Show, Caracas International Theater Festival, 2008.
- No eres tú, soy yo. Caracas, 2006-2012. Also writer.[8]
- Jav y Jos, Caracas 2005, Bogotá 2006, Madrid 2006.
- El Aplauso va por dentro, Madrid, 2004. Only producer.

## Actor
- Las quiero a las dos. Caracas (2012).
- High (Alto). Caracas, 2012.[9]
- Cabaret. El Musical. Caracas, 2010 - 2011.
- A 2.50 la Cubalibre. Caracas, Bogotá y Nueva York, 2010 - 2013
- Golpes a mi puerta. Caracas y Bogotá, 2008.
- No eres tú, soy yo, Venezuela, 2006-2012.
- Jav y Jos, Caracas 2005, Bogotá 2006, Madrid 2006.
- Don Juan Tenorio, Los Angeles Theater Center, Los Ángeles, 1998.
- El Pez que Fuma, Caracas, 1994.
- El Príncipe Constante, Caracas, 1992.
- Municipal Award, Best Actor, 1992.
- Cyrano de Begerac, Caracas, 1991.
- La Hora del Lobo, Caracas, 1991.
- Self-Portrait of artist, Caracas, Bogotá, Essen (Germany), 1990.

## Escritor
- La cruenta venganza del hombre que todos querían ser . The New Game, Editorial. 2004. Novel.
- Sexo Sentido. Criteria, Editorial, 2005. Seis meses en el Top 10 de la lista de best-sellers en Venezuela.[10]
- Sexo Sentido II: Mis primeras quinientas. Ediciones B, Editorial, 2006. Un año en el Top 10 de la lista de best-sellers en Venezuela.
- Agenda Sexo Sentido (The Sex Sense Calendar). Ediciones B, Editorial. 2007-2008.
- Sexo Sentido III: No eres tú, soy yo. Ediciones B, Editorial. 2008.
- Columnista de la revista EME, una publicación semanal (cada jueves) del diario venezolano El Nacional (www.el-nacional.com)